# Żyleta (Legia Warszawa)

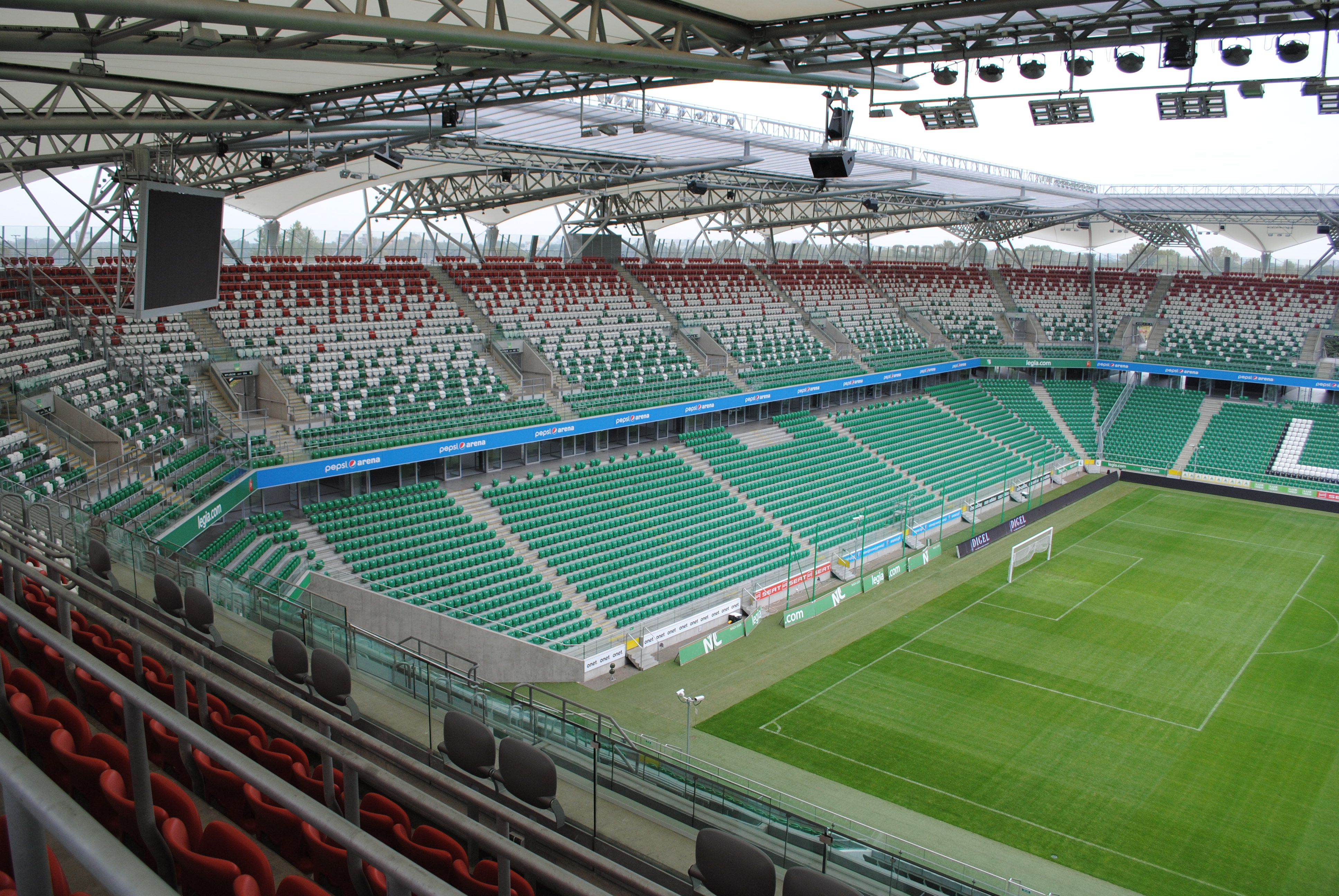
„Żyleta” na przebudowanym stadionie

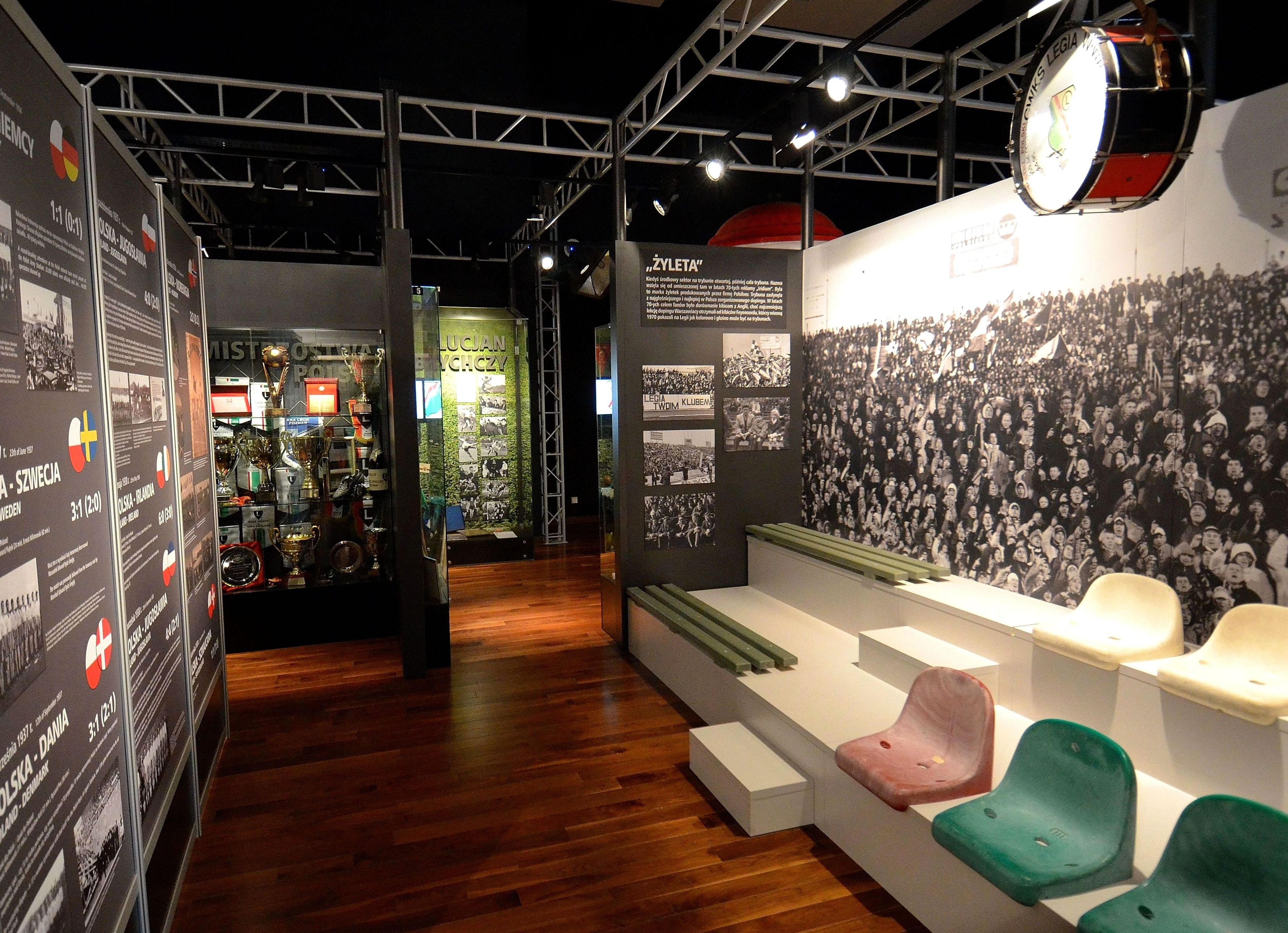
Fragment ekspozycji poświęconej „Żylecie” w Muzeum Legii Warszawa

Żyleta – potoczna nazwa północnej trybuny Stadionu Wojska Polskiego im. Marszałka Józefa Piłsudskiego przy ul. Łazienkowskiej 3 w Warszawie (stadionu Legii Warszawa), na której stoją najzagorzalsi kibice klubu. Od momentu jej otwarcia do lat 70. nazywano ją wyłącznie trybuną otwartą (nigdy bowiem na starym obiekcie nie została zadaszona).
Po oddaniu do użytku przebudowanego stadionu Legii, popularną „Żyletę” przeniesiono na trybunę północną, za jedną z bramek. Obecnie mieści około 8 tysięcy kibiców na dwóch piętrach. Na większości meczów Legii Warszawa zapełnia się do ostatniego miejsca. 

## Historia trybuny
Budowę „trybuny otwartej” zakończono – podobnie jak reszty stadionu – w lipcu 1930 roku. Stanowił ją wał ziemny wraz z betonowymi stopniami o pojemności 4500 miejsc (wyłącznie stojących). 9 sierpnia 1930 została oficjalnie oddana do użytku (przed meczem Legia Warszawa – CF Europa Barcelona 1:1). Podczas II wojny światowej (zwłaszcza po 1944) trybuna uległa poważnemu zniszczeniu. Wiosną 1945 częściowo ją odremontowano. Na przełomie lat 40. oraz 50. pojawiły się na niej pierwsze miejsca siedzące (20 rzędów drewnianych ławek). Kolejne lata przynosiły dalsze modernizacje i maksymalnie mogła ona pomieścić 8000-9000 osób.
Latem 1993 roku drewniane ławki zastąpiono prawie 6000 plastikowych fotelików w barwach klubu, tj. kolorach: zielonym, czerwonym, czarnym i białym. W sierpniu 1999 (przed meczem Polska – Anglia) znaczną część z nich wymieniono na nowe. W latach 90. na wniosek niemal wszystkich legijnych grup kibicowskich zarząd klubu postanowił nadać trybunie oficjalne imię Kazimierza Deyny.
14 listopada 2008 roku odbył się ligowy mecz Legia Warszawa – Śląsk Wrocław 4:0. Było to zarazem ostatnie spotkanie w historii „Żylety” na starym stadionie, po którym oficjalnie została zamknięta.
7 sierpnia 2010 roku, wraz z otwarciem nowego obiektu piłkarskiego, nastała nowa era dla trybuny i zorganizowanego na niej ruchu kibicowskiego. Od tego momentu doping prowadzony jest z północnej części stadionu.
25 listopada 2023 roku, podczas meczu Legia Warszawa – Warta Poznań, zorganizowano 50. urodziny Żylety, z których okazji klub stworzył koszulkę meczową z symbolem żyletki na karku.

### Historia nazwy
Po raz pierwszy nazwa „Żyleta” w odniesieniu do trybuny otwartej stadionu Legii pojawiła się w latach 70., a związana była z tablicą reklamową żyletek marki Iridium, zamontowaną nad środkowym sektorem trybuny (sektor 11). Podczas meczów używać jej zaczęli członkowie Klubu Kibica – początkowo określenie odnosiło się wyłącznie do danego sektoru. Z czasem nazwę podchwycili pozostali sympatycy Legii, używając jej w kontekście całej trybuny. Zarówno nazwa, jak i zakres jej użycia powszechnie się przyjęły.

## Opis budowli
Trybunę stanowił sztucznie usypany wał ziemny – wzmocniony i stabilizowany mechanicznie – z elementami żelbetowymi (schody, przejścia techniczne i ewakuacyjne, wylewki pod miejsca siedzące) oraz stalowo-metalowymi (bariery ochronne, poręcze, płot). Tylna część trybuny – między schodami wejściowymi i wyjściowymi – obsiana była trawą. Trybuna nie posiadała dachu.
Żyleta miała pojemność 4724 miejsc (wszystkie siedzące) i podzielona była na 7 sektorów (sektory nr: 8, 9, 10, 11, 12, 13, 14). Każdy z nich liczy po 15 rzędów plastikowych fotelików w barwach klubu, tj. kolorach: zielonym (3 sektory), czerwonym (2 sektory), czarnym (2 sektory) i białym. Na 5 centralnych sektorach (sektory nr: 9, 10, 11, 12, 13) zamontowano krzesełka koloru białego, ułożone na kształt liter, tworzących nazwę klubu (LEGIA)
Najnowsza historia działań kibicowskich na Żylecie związana jest z grupą ultrasowską „Cyberfani” (powstałą jesienią 1999 dzięki legijnemu forum internetowemu i samorozwiązaną w maju 2005) oraz kontynuatorami ich tradycji „Nieznanymi Sprawcami” (sporą cześć tej grupy tworzą byli członkowie Cyberfanów). Ich działania wspierane są dodatkowo przez Stowarzyszenie Kibiców Legii Warszawa (założone w 2002).
Organizują oni prezentacje wizualne, czyli tzw. kartoniady (pierwsza taka prezentacja pojawiła się 18 października 2001 przed meczem Pucharu UEFA przeciwko Valencii CF).
„Żylecie” jest poświęcony fragment ekspozycji w znajdującym się pod trybuną Muzeum Legii Warszawa im. Wiktora Bołby.